# Rebelión

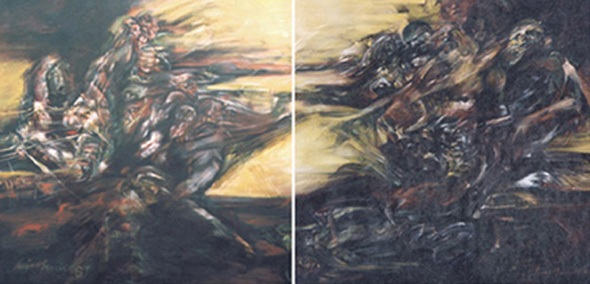
"Rebelión para una esperanza" de artista mexicano Mauricio García Vega.

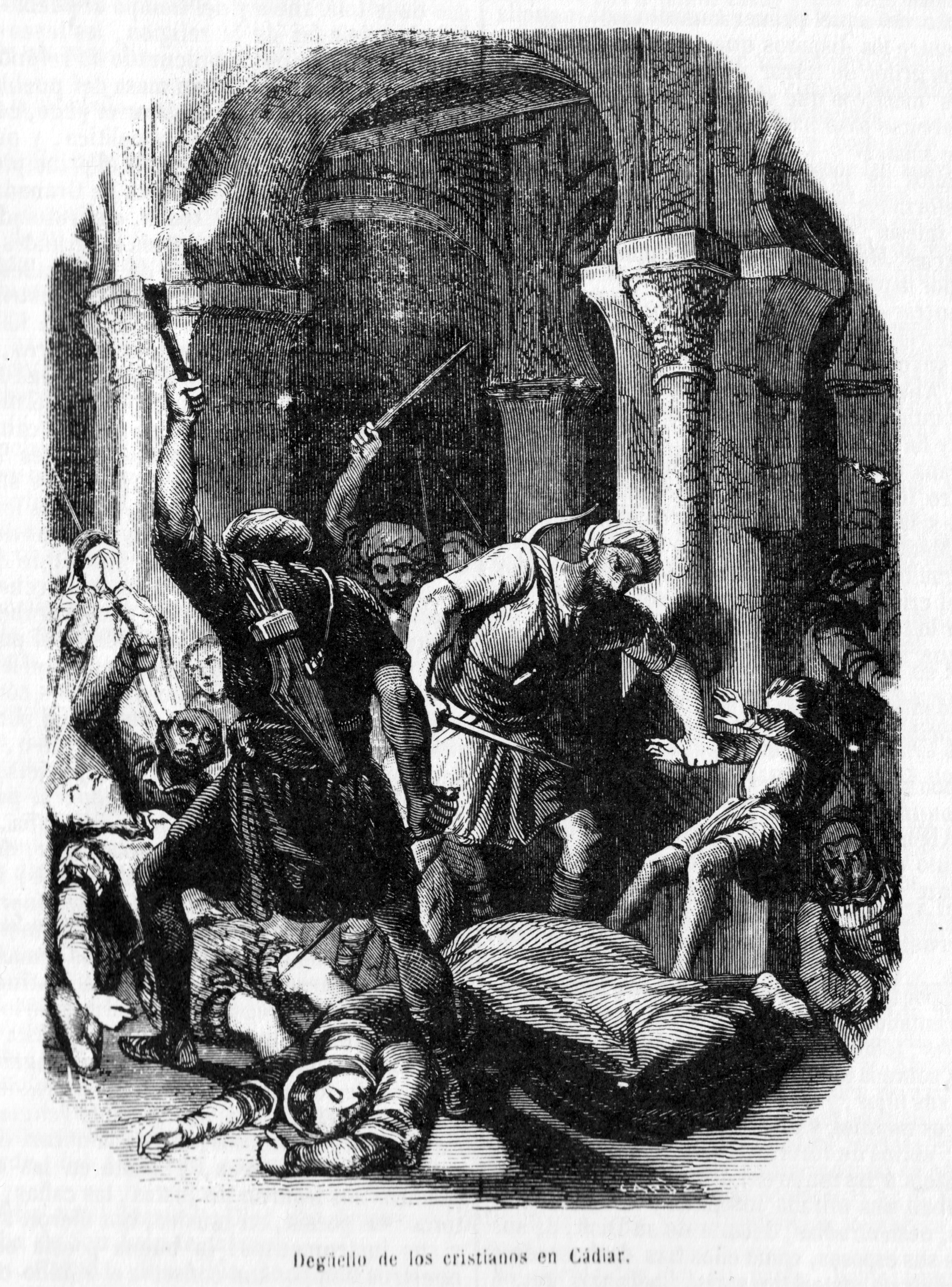
Moriscos asesinando cristianos en Cádiar, según un grabado de la novela Los Monfíes de las Alpujarras (1859) de Manuel Fernández y González ambientada en la Rebelión de las Alpujarras.

Rebelión, en sentido general, es un acto de resistencia a la autoridad, o de desobediencia cuando existe obediencia debida en una organización jerárquica. La palabra rebelión también se utiliza para denominar un delito tipificado generalmente como acto colectivo violento, utilizando armas, con el fin de derrocar a las autoridades legítimas del Estado. Cuando la autoridad es ilegítima muchos ordenamientos jurídicos consideran que existe un derecho de rebelión en cabeza de los ciudadanos.
Históricamente las rebeliones han sido consideradas legítimas o ilegítimas, a veces simultáneamente, según sea el punto de vista adoptado y la valoración moral derivada del mismo. En muchos casos son celebradas oficialmente como hechos históricos fundacionales, como sucede con la Independencia de los Estados Unidos, Revolución francesa, las guerras independentistas hispanoamericanas, la Revolución mexicana, el Movimiento de independencia indio, la Revolución Comunista china, o la Revolución cubana, entre otras. En otros casos son repudiadas oficialmente como hechos históricos nefastos, como sucede con el golpe de Estado de 1976 en la Argentina.
Las rebeliones pueden tomar formas pacíficas o violentas (armadas o no), pero solo estas últimas pueden ser consideradas como delito. Suelen denominarse también como revoluciones, golpes de Estado, terrorismo, puebladas, guerra de guerrillas, movimientos de liberación nacional, pronunciamientos, putchs, "gritos". Si no pasan de su planeamiento a su ejecución práctica se denominan conspiraciones. Las rebeliones pueden estar más o menos organizadas por sus líderes, o ser más o menos espontáneas. 
Un término similar al de rebelión es el de sedición, que se entiende como un grado menor de rebelión. La sublevación, el motín o la asonada, pueden entenderse, en términos militares y navales, como una rebelión localizada en una unidad o barco, pero también como conceptos más genéricos. Los términos que tienen un contenido semántico más amplio son los de revuelta, subversión, alzamiento, levantamiento, insurgencia o insurrección; incluso locuciones recogidas en el DRAE, como "echarse al monte". Los que participan en movimientos así denominados reciben los nombres de "rebelados" o "rebeldes", "subversivos", "sediciosos", "sublevados", "amotinados", "revoltosos", "alzados", "insurgentes" o "insurrectos", respectivamente; aunque en la práctica se usan de forma intercambiable y se les dota de connotaciones más o menos peyorativas, neutrales o admirativas según la intención de quien los utiliza.
Véase la comparación de estos términos en la sección "Revuelta, levantamiento, sedición y rebelión" del artículo "Revuelta".

## Delito de rebelión
En la entrada del DRAE relativa a la acepción jurídica de la palabra "rebelión", se la define como un "delito contra el orden público... consistente en el levantamiento público y en cierta hostilidad contra los poderes del Estado, con el fin de derrocarlos", e indica que es objeto tanto de la ley ordinaria como de la militar (rebelión militar). En la legislación de cada país se recoge la rebelión como un tipo penal; por ejemplo:
en la española

Son reos del delito de rebelión los que se alzaren violenta y públicamente para cualquiera de los fines siguientes:

1.º Derogar, suspender o modificar total o parcialmente la Constitución.
2.º Destituir o despojar en todo o en parte de sus prerrogativas y facultades al Rey o Reina o al Regente o miembros de la Regencia, u obligarles a ejecutar un acto contrario a su voluntad.
3.º Impedir la libre celebración de elecciones para cargos públicos.
4.º Disolver las Cortes Generales, el Congreso de los Diputados, el Senado o cualquier Asamblea Legislativa de una Comunidad Autónoma, impedir que se reúnan, deliberen o resuelvan, arrancarles alguna resolución o sustraerles alguna de sus atribuciones o competencias.
5.º Declarar la independencia de una parte del territorio nacional.
6.º Sustituir por otro el Gobierno de la Nación o el Consejo de Gobierno de una Comunidad Autónoma, o usar o ejercer por sí o despojar al Gobierno o Consejo de Gobierno de una Comunidad Autónoma, o a cualquiera de sus miembros de sus facultades, o impedirles o coartarles su libre ejercicio, u obligar a cualquiera de ellos a ejecutar actos contrarios a su voluntad.

7.º Sustraer cualquier clase de fuerza armada a la obediencia del Gobierno.
Ley Orgánica 10/1995, de 23 de noviembre, del Código Penal - TÍTULO XXI - Delitos contra la Constitución - CAPÍTULO PRIMERO - Artículo 472

en la mexicana

Se aplicará la pena de dos a veinte años de prisión y multa de cinco mil a cincuenta mil pesos a los que, no siendo militares en ejercicio, con violencia y uso de armas traten de:

Abolir o reformar la Constitución Política de los Estados Unidos Mexicanos;
Reformar, destruir o impedir la integración de las instituciones constitucionales de la Federación, o su libre ejercicio; y

Separar o impedir el desempeño de su cargo a alguno de los altos funcionarios de la Federación mencionados en el artículo 2o. de la Ley de Responsabilidades de los Funcionarios y Empleados de la Federación, del Distrito Federal y de los Altos Funcionarios de los Estados.
Código Penal Federal - CAPITULO V - Rebelión - Artículo 132

en la argentina

Serán reprimidos con prisión de cinco (5) a quince (15) años los que se alzaren en armas para cambiar la Constitución, deponer alguno de los poderes públicos del Gobierno nacional, arrancarle alguna medida o concesión o impedir, aunque sea temporariamente, el libre ejercicio de sus facultades constitucionales o su formación o renovación en los términos y formas legales.
Si el hecho descrito en el párrafo anterior fuese perpetrado con el fin de cambiar de modo permanente el sistema democrático de gobierno, suprimir la organización federal, eliminar la división de poderes, abrogar los derechos fundamentales de la persona humana o suprimir o menoscabar, aunque sea temporariamente, la independencia económica de la Nación, la pena será de ocho (8) a veinticinco (25) años de prisión.
Cuando el hecho fuere perpetrado por personas que tuvieren estado, empleo o asimilación militar, el mínimo de la pena se incrementará en un tercio.
Art. 226

en la peruana

El que se alza en armas para variar la forma de gobierno, deponer al gobierno legalmente constituido o suprimir o modificar el régimen constitucional, será reprimido con pena privativa de libertad no menor de diez ni mayor de veinte años.
Código penal peruano - Título XVI -
Delitos contra los Poderes del Estado y el Orden Constitucional - Artículo 346

en la francesa

Constituye rebelión el hecho de oponer resistencia violenta a una persona depositaria de la autoridad pública o encargada de una misión de servicio público, que actúe en el ejercicio de sus funciones, para la ejecución de las leyes, las órdenes de la autoridad pública, las resoluciones o los mandatos judiciales.

La rebelión será castigada con seis meses de prisión y multa de 7.500 euros.
La rebelión cometida en grupo será castigada con un año de prisión y multa de 15.000 euros.
La rebelión armada será castigada con tres años de prisión y multa de 45.000 euros.
La rebelión armada cometida en grupo será castigada con siete años de prisión y multa de 100.000 euros.
Cuando el autor de la rebelión estuviera privado de libertad, las penas impuestas para el delito de rebelión se acumularán, por derogación de los artículos 132-2 a 132-5, sin posibilidad de confusión, con las que el interesado estuviere cumpliendo o con las impuestas por la infracción que motivó su privación de libertad.
La provocación directa a la rebelión, manifestada bien por gritos o discursos públicos, bien por escritos publicados o distribuidos, bien por cualquier otro medio de transmisión del escrito, de la palabra o de la imagen, será castigada con multa de 7.500 euros.
Cuando el delito previsto en el párrafo anterior sea cometido a través de la prensa escrita o audiovisual, serán aplicables en lo referente a la determinación de las personas responsables las disposiciones especiales de las leyes que regulan estas materias.
Código penal - Sección V - De la rebelión - Artículos 433-6 a 433-10

en la estadounidense

Whoever incites, sets on foot, assists, or engages in any rebellion or insurrection against the authority of the United States or the laws thereof, or gives aid or comfort thereto, shall be fined under this title or imprisoned not more than ten years, or both; and shall be incapable of holding any office under the United States.
18 U.S. Code § 2383 - Rebellion or insurrection

Traducción:
Quien incite, organice, ayude o participe en cualquier rebelión o insurrección contra la autoridad de los Estados Unidos o sus leyes, o les preste ayuda o consuelo, será multado en virtud de este título o encarcelado por no más de diez años, o ambas penas; y será incapacitado para ejercer cualquier cargo en los Estados Unidos.
Título 18 del Código de los Estados Unidos, § 2383 - Rebelión o insurrección